# Boxholm (Iowa)
Boxholm és una població dels Estats Units a l'estat d'Iowa. Segons el cens del 2000 tenia 215 habitants.

## Demografia
Segons el cens del 2000, Boxholm tenia 215 habitants, 103 habitatges, i 63 famílies. La densitat de població era de 81,4 habitants per km².
Dels 103 habitatges en un 23,3% hi vivien nens de menys de 18 anys, en un 50,5% hi vivien parelles casades, en un 9,7% dones solteres, i en un 37,9% no eren unitats familiars. En el 35,9% dels habitatges hi vivien persones soles el 18,4% de les quals corresponia a persones de 65 anys o més que vivien soles. El nombre mitjà de persones vivint en cada habitatge era de 2,09 i el nombre mitjà de persones que vivien en cada família era de 2,67.
Per edats la població es repartia de la següent manera: un 21,9% tenia menys de 18 anys, un 2,3% entre 18 i 24, un 26% entre 25 i 44, un 27,4% de 45 a 60 i un 22,3% 65 anys o més.
L'edat mediana era de 45 anys. Per cada 100 dones de 18 o més anys hi havia 86,7 homes.
La renda mediana per habitatge era de 37.083 $ i la renda mediana per família de 38.750 $. Els homes tenien una renda mediana de 33.333 $ mentre que les dones 22.000 $. La renda per capita de la població era de 18.503 $. Entorn del 7,8% de les famílies i el 7,5% de la població estaven per davall del llindar de pobresa.

## Poblacions més properes
El següent diagrama mostra les poblacions més properes.